# Dongtou
Dongtou léase en chino: Dong-Tóu, lit. 'Dong4tou2.ogg'  (en chino simplificado, 洞头区; pinyin, Dòngtóu qū) es un distrito urbano bajo la administración directa de la ciudad-prefectura de Wenzhou. Se ubica en la provincia de Zhejiang, este de la República Popular China. Su área es de 253 km² y su población total para 2010 fue más de 80 mil habitantes.

## Administración
El distrito de Dongtou se divide en 7 pueblos que se administran en 5 subdistritos, 1 poblado y 1 villa.